# Martin Zondler
Martin Zondler (* 9. Februar 1965 in Stuttgart) ist ein deutscher Motorsportfahrer.
2006 gewann er den deutschen Meistertitel in der ADAC-Procar-Serie mit der RSG Wolfsburg.

## Karriere Motorsport
Zondlers Karriere begann 1987 mit seinem ersten Gesamtsieg bei einer Internationalen Rallye in Deutschland.
Sechs Jahre später holte er sich den Meisterschaftstitel „Rallye-Pokal Süd-West“. Mit über 60 Gesamtsiegen und vielen Klassen- und Gruppensiegen bei Rennen in ganz Europa baute er bis 1995 seinen Ruf als erfolgreicher Motorsportrennfahrer aus. Im gleichen Jahr wechselte er auf die Rundstrecke, auf der er zahlreiche Siege im deutschen Langstreckenpokal und dem 24-Stunden-Rennen auf dem Nürburgring einfahren konnte.
Vier Jahre später wurde er Teil der „ADAC Pro Car“ und der „Deutschen Tourenwagenchallenge“ (DTC), wo sein Team 2001 den Titel des besten Privatteams erreichte. Einen seiner größten Erfolge erzielte Martin Zondler 2006 mit seinem deutschen Meistertitel in der „ADAC Pro Car-Meisterschaft“ mit der RSG Wolfsburg. Auch international blieb er auf der Überholspur. So konnte er sich 2008 den Vizemeistertitel „Supercars“ in Südafrika sichern. Fünf Jahre später nahm er beim „Hyundai Veloster“-Projekt am 24-Stunden-Rennen mit Hyundai Motorsport teil.

## Statistik
| 1987 | Gesamtsieg nationale Rallye in Deutschland                                     |
| 1993 | Meisterschaftstitel Rallye-Pokal West                                          |
| 2006 | Deutscher Meistertitel in der ADAC Pro Car-Meisterschaft mit der RSG Wolfsburg |
| 2008 | Vizemeister Supercars in Südafrika                                             |

## Leben
Nachdem Zondler 1983 seine Ausbildung zum Kfz-Mechaniker abgeschlossen hatte, begann er drei Jahre später nebenberuflich seine Karriere im Bereich Automobilhandel mit einer Kfz-Werkstatt unter dem Schwerpunkt Motorsport. Seit 1989 ist er staatlich anerkannter Kfz-Mechaniker-Meister. Vier Jahre später schloss er sein Studium zum Diplom- und Kraftfahrzeugbetriebswirt an der Berufsfachschule für Betriebswirtschaft im Kraftfahrzeuggewerbe (BFC) ab.
In den folgenden Jahren arbeitete er unter anderem als Unternehmensberater und Assistenz der Geschäftsleitung und übernahm 2001 das bereits seit 1991 bestehende Hyundai-Autohaus in Graben-Neudorf in der Nähe von Bruchsal.